# Angangueo
Angangueo (tiếng Tây Ban Nha [ang' ang' eo]ⓘ) là một thị trấn tọa lạc tại miền đông bang Michoacán ở trung México, đáng chú ý vì lịch sử khai mỏ và vị trí trong khu dự trữ sinh quyển bướm vua. Nó nằm ở một hẻm núi nhỏ giữa những ngọn núi rừng phủ đầy.
Thị trấn được thành lập chính thức sau khi một mỏ quặng lớn được phát hiện trong khu vực vào cuối thế kỷ 18. Việc khai mỏ dừng lại vào thế kỷ 20, nhưng nó lại nổi danh nhờ việc nằm cạnh hai khu bảo tồn bướm.